# Glen Glenn
Glen Glenn, artistnamn för Orin Glenn Troutman, född 24 oktober 1934, död 18 mars 2022, var en amerikansk rockabilly-sångare, vars karriär började i början av 1950-talet och fortsatte i flera decennier.